# Twardówka filcowata

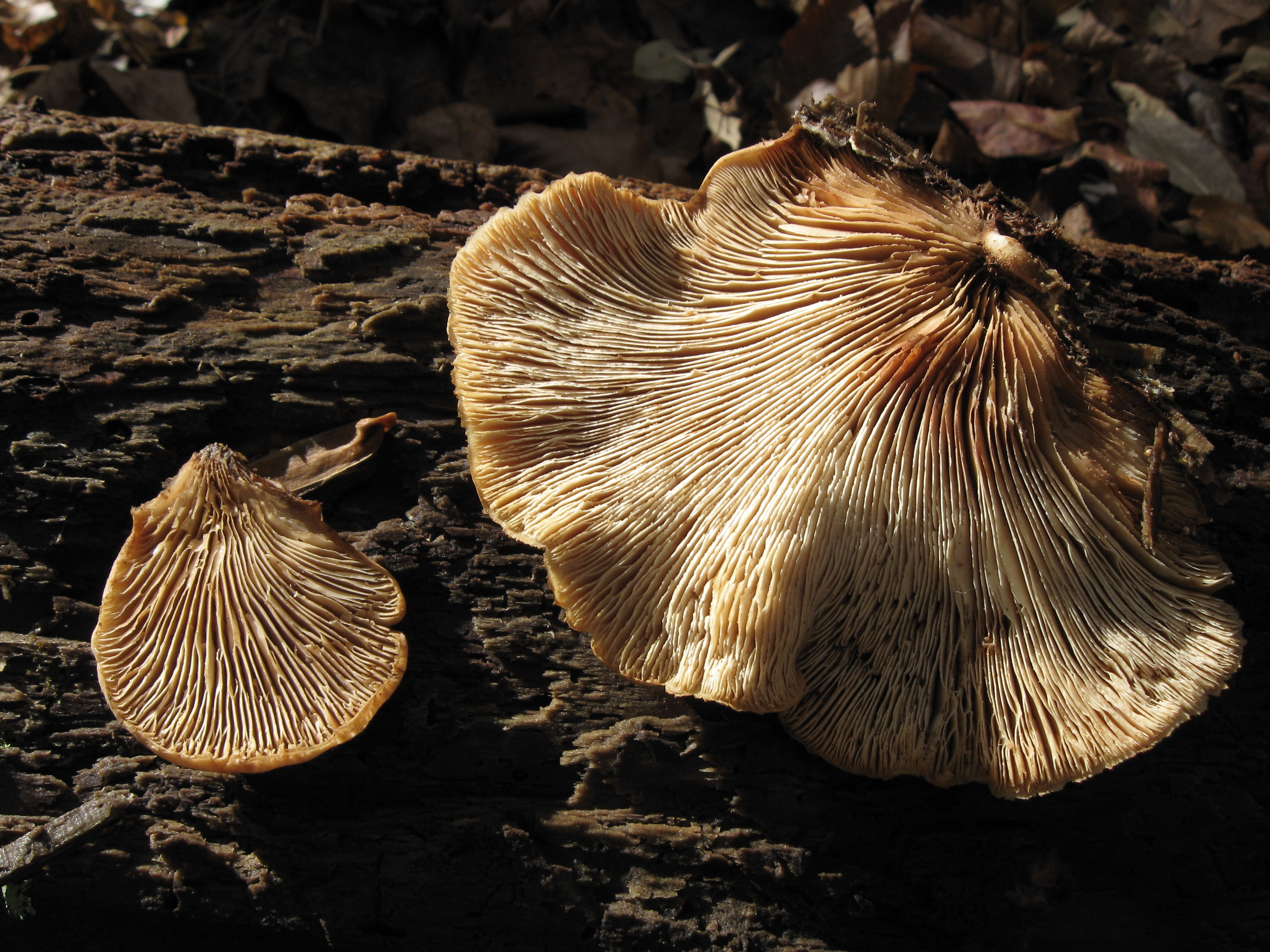

Twardówka filcowata, twardówka kasztanowa (Lentinellus ursinus (Fr.) Kühner) – gatunek grzybów z rodziny szyszkogłówkowatych (Auriscalpiaceae).

## Systematyka i nazewnictwo
Pozycja w klasyfikacji według Index Fungorum: Lentinellus, Auriscalpiaceae, Russulales, Incertae sedis, Agaricomycetes, Agaricomycotina, Basidiomycota, Fungi.
Po raz pierwszy takson ten opisał w 1821 r. Elias Fries nadając mu nazwę Agaricus ursinus. Obecną, uznaną przez Index Fungorum nazwę nadał mu w 1926 r. Robert Kühner.
Ma 13 synonimów. Niektóre z nich:
- Lentinellus castoreus var. hispidus P.-A. Moreau & P. Roux 1999
- Lentinellus ursinus f. luxurians P.-A. Moreau 1999
- Lentinellus ursinus f. ochropallidus P.-A. Moreau 1999[2].

Naukowa nazwa rodzajowa pochodzi od słowa „lentus” oznaczającego „elastyczny” i „ellusa” (zdrobnienie). Nazwa gatunkowa pochodzi od słowa „ursus” oznaczającego niedźwiedzia. Obydwie polskie nazwy nadali Barbara Gumińska i Władysław Wojewoda w 1988 r. Nie są one tłumaczeniem nazwy naukowej, lecz nawiązują do cech tego grzyba.

## Morfologia
Owocnik
Kapelusz o szerokości 2,5–10 cm, czerwonawo-brązowy, bledszy w kierunku brzegu. Powierzchnia pokryta ciemnobrązowymi włoskami, szczególnie u nasady. Blaszki białawe do różowobrązowych o ostrzach grubo ząbkowanych. Miąższ gorzki bez wyraźnego zapachu. Wysyp zarodników biały.
Cechy mikroskopowe
Zarodniki 4–4,5 × 3–3,5 µm, eliptyczne, amyloidalne, pokryte bardzo drobnymi brodawkami i kolcami. Pleurocystydy rzadkie, wrzecionowate do ostro zakończonych. Obecne maczugowate gleocystydy.

## Występowanie i siedlisko
Występuje na wszystkich kontynentach poza Antarktydą, a także na niektórych wyspach. W 2003 r. W. Wojewoda przytacza liczne jego stanowiska w Polsce. Bardziej aktualne stanowiska podaje także internetowy atlas grzybów. Znajduje się jednak na Czerwonej liście roślin i grzybów Polski. Ma status V – gatunek narażony, który zapewne w najbliższej przyszłości przesunie się do kategorii gatunków wymierających, jeśli nadal będą działać czynniki zagrożenia.
Nadrzewny grzyb saprotroficzny. Występuje w lasach i zaroślach na martwym drewnie, głównie drzew liściastych, bardzo rzadko iglastych.